# Лео Ваєтт
Лео Ваєтт — вигаданий персонаж із телесеріалу The WB «Усі жінки — відьми», зображений Браяном Краузе. Як можливого проривного персонажа, його спочатку було включено до сценарію як любовний інтерес початку першого сезону між Фібі та Пайпер, за увагу якого вони змагалися. Він з'явився як запрошена зірка в семи епізодах першого сезону та шести — другого. В середині другого сезону він долучився до основного складу та з'явився в усіх подальших епізодах серіалу, крім 11. Загалом він з'явився у 145 епізодах — найбільше серед персонажів-чоловіків і найбільше серед персонажів, які не були Галлівелами з народження.
У більшості епізодів перших п'яти сезонів і частини сьомого серіалу Лео був світлоносцем Чародійок —  Янголом-охоронцем і наставником трьох сестер в усьому магічному, як їхня сила зростала. Як світлоносець, а пізніше Старійшина, Лео мав здатність сферитися (магічно телепортуватися) з місця на місце. Він міг також відчувати своїх підопічних (тих, кого охороняв), тобто він міг телепатично чути та знаходити їх. Інші сили включають ширяння, зцілення фізичних ран і зміну зовнішнього вигляду (англ. glamoring). Він був майже безсмертним, але, як і всі світлоносці, вразливим до отруйних стріл морокунів. Він зрештою завойовує серце Пайпер, і вони одружуються 2001 року. Вони мають двох синів, Ваєтта і Кріса, та дочку Мелінду.
У п'ятому, шостому та сьомому сезонах серіалу він ставав послідовно Старійшиною, а потім Аватаром. Однак, пізніше у сьомому сезоні він став звичайною людиною, хоча і з великими знаннями магії.

## Життя до Чародійок
Лео народився 6 травня 1924 року в Сан-Франциско, Каліфорнія, в родині Крістофера Ваєтта. Він виріс у Бурлінгеймі, південному передмісті Сан-Франциско.
Лео був медиком в армії США у Другій світовій війні, мріючи стати лікарем. Під час битви за Гуадалканал 14 листопада 1942 року двох його друзів, із якими він виріс, Натана та Ріка Ленга, було вбито, і Лео звинувачував себе в їхній смерті, адже відчував, що покинув їх, намагаючись допомогти іншим пораненим солдатам на полі битви. Після його власної смерті невдовзі, Лео був посмертно нагороджений Медаллю Пошани і став світлоносцем за свої добрі справи.
Лео був одружений з жінкою на ім'я Ліліан у своєму смертному житті і, коли він помер, він явився їй уві сні та заохотив її рухатися далі її життям. Як і всі світлоносці, Лео пацифіст, якому Старійшини заборонили вбивати. Лео спостерігав за багатьма своїми підопічними: тими, хто був майбутніми світлоносцями та добрими відьмами.
Наприкінці 1960-х Лео потоваришував із Пенні й Алленом Галлівелами, бабусею та дідусем Чародійок.

## Світлоносець Чародійок
Незабаром після того, як Чародійки відкрили свої сили, Лео, прикинувшись майстром, улаштувався відремонтувати їхній будинок. Оскільки він не збирався викривати себе як їхнього світлоносця, він використовував це як можливість наглядати за ними. Пайпер і Фібі вабилися до нього. Поки Лео працював у їхньому будинку, Пайпер і Фібі змагалися за його увагу, хоча його почуття були взаємними з Пайпер.
Коли чаклун Рекс Бакленд змусив Чародійок відмовитися від своїх сил, Лео «зцілив» Книгу Темряви та відновив їх. Незабаром після цього Лео мав покинути місто й узяти іншого підопічного, але він наглядав за Чародійками й охороняв їх у багатьох випадках.
Коли Лео повернувся, Фібі виявила, як левітує, змінюючи лампочку, і він зізнається їй. Він також сказав їй, що, хоча він кохає Пайпер, він не думає, що їхні стосунки можуть тривати далі; відьмам і світлоносцям не дозволено бути разом. Він був пізніше поцілений отруйною стрілою морокуна, намагаючись захистити одного зі своїх підопічних. Він пішов до маєтку по допомогу, де Прю та Пайпер дізнаються, що він був світлоносцем. Пайпер використала закляття для обміну силами з Лео, так вона могла зцілити його. Пайпер потім зізнається, що досі кохає його, але, на жаль, Лео досі непритомний через отруйну стрілу. «Тригером» Лео для роботи його сили зцілення біло кохання, і через зізнання Пайпер він був зцілений. Лео запропонував відмовитися бути світлоносцем, аби бути з Пайпер, але вона не схотіла, щоб він відвертався від свого покликання.
Пайпер вирушила у майбутнє з Фібі та Прю, і дізналася, що вони з Лео розлучені та мають дочку на ім'я Мелінда Галлівел. Хоча Пайпер досі кохала Лео, вона також хотіла нормальних стосунків. Відчуваючи, що Лео не зможе дати їх, вона почала зустрічатися зі своїм новим сусідом, Деном Гордоном.
Коли Пайпер захворіла на невиліковну хворобу, Старійшини заборонили Лео зцілювали її, оскільки вона не була магічною. Лео порушив це правило, коли врятував Пайпер від смерті. Через це Лео відсторонили від обов'язків світлоносця, хоча він залишався чистою, доброю людиною без зла всередині нього.

## Шлюб із Пайпер та їх сім'я
Лео зрештою повернув собі «крила», як і серце Пайпер. Він освідчився Пайпер, коли вони повернулися з Небес. Однак, Старійшини шалено опиралися цьому. Вони намагалися одружитися наприкінці 2000 року, але Старійшини примусово сфернули його геть просто коли церемонія починалася. Старійшини зрештою дозволили Лео повернутися, але з випробувальним терміном, аби переконатися, що їхнє кохання не заважатиме їхнім обов'язкам.
Старійшини зрештою зняли випробувальний термін із Лео та дозволили йому заручитися з Пайпер. Церемонію було проведено Гремс, і Старійшини дозволили Петті Галлівел постати з мертвих на один день, аби засвідчити весілля дочки. Прю та Фібі були подружками нареченої. Церемонію також відвідали Віктор Беннетт, Дерріл Морріс і Коул Тернер.
Протягом четвертого сезону Лео та Пайпер обговорювали наявність дитини та проблеми, які б прийшли з нею. Понад рік потому Пайпер завагітніла. Пайпер народила їхнього сина, Ваєтта Метью Галлівела, названого прізвищем Лео, дуже захисного батька та на честь його минулого життя — цим порушивши традицію називати кожного Галлівела іменем на «П» (англ. P). Пара не вирішила зв'язувати Ваєттові сили, як гіпотетично обговорювалося в попередніх епізодах.
Шлюб Лео з Пайпер був дещо бурхливим, особливо коли його підвищили до Старійшини після їх порятунку. Як Старійшині Лео не було дозволено жити зі своєю сім'єю, хоча він обіцяв завжди наглядати за ними. Проте, Лео дуже недовіряв новому світлоносцеві Чародійок, Крісові Перрі, і залишався в житті родини, намагаючись пізнати Кріса. Згодом виявляється, що Кріс насправді другий син Лео та Пайпер. Кріс зізнається Лео, що в майбутньому той завжди був для Ваєтта, Чародійок, але не для нього, оскільки часто затьмарювався Ваєттовими «Обраний» і статусом максимальної сили, лишаючи його з майже ненавистю до майбутнього Лео.
Тікаючи та приховуючи правду від інших Старійшин після вбивства Гідеона, Лео возз'єднується зі своєю родиною. Коли Старійшини вирішують випробувати долю Лео, щоб раз і назавжди визначити його долю — бути Старійшиною чи з родиною, його зробили смертним без спогадів про Пайпер, її сестер і дітей та повернули Старійшиною після того, як його шлях було «обрано». Фібі та Пейдж допомогли переконати Лео, що його справжня доля з родиною, й коли Лео виявляє, що це так, він стає смертним задля доброго та вільного життя з Пайпер і їхніми дітьми.
У серії коміксів «Усі жінки — відьми» з'ясовується, що Лео та Пайпер назвали свою третю дитину й єдину дочку Меліндою.

## Життя як Старійшина
Коли Лео було підвищено до Старійшини, він мав залишити свою сім'ю. Проте, йому вдалося наглядати за ними, особливо за сином, адже він отримав право відвідувати його. Проте це призначення коштувало йому шлюбу з Пайпер. Кріс Перрі, світлоносець із майбутнього, посів його місце як новий світлоносець Чародійок.
Після розлучення з Лео Пайпер ставала все щасливішою. Стривожені зміною її ставлення, Пейдж і Фібі сказали Крісові спитати Лео про Пайпер, але Кріс визнав, що Лео було викрадено. Коли Пейдж і Фібі сказали Пайпер, що Лео зник, її на диво не торкнулася новина, справді не пам'ятаючи їхнє розлучення. Але коли сестри нарешті знайшли Лео, спогади Пайпер повернулися. Вона зажадала знати, чому не пам'ятала, як Лео покинув її, і Лео сказав їй, що він використав свої сили, щоб вона забула та не відчувала такого болю. Не бажаючи зазнати болю та злості, які вона відчувала до Лео, Пайпер стала Валькірією. Фібі та Пейдж стикаються з Пайпер, використовуючи закляття, аби Пайпер відчула свої придушені емоції. Одного разу стикнувшись із болем, Пайпер усвідомлює, що не належить Валькіріям, і повертається додому. Лео вибачається перед Пайпер за позбавлення її почуттів. Пайпер каже, що розуміє, що він лише намагався допомогти, але додає, що поки він лишається Старійшиною, вона хотіла б віддалитися від нього, щоб вона змогла жити далі.
Навіть хоча Пайпер намагалася віддалитися від Лео, вона усвідомлювала, наскільки Лео та Ваєтт сумують один за одним, тому вона сказала йому, що він може відвідувати його скільки захоче, коли її немає поблизу. Але на розчарування Лео, Пайпер попросила його про розлучення, коли вона знову почала зустрічатися. Попри це, вони, очевидно, ніколи не розлучалися.
Коли демон використав сили джина, щоб забажати смерті Чародійок, зв'язок Лео з Пайпер урятував сестер. Навіть хоча він і Пайпер були в магічному сні, Лео почув крики Пайпер по допомогу, коли її дух почав відлітати до загробного життя, та зцілив її. Цей випадок наблизив Пайпер до Лео, а також нагадав їй про її зв'язок із ним.
Після того, як Лео та Пайпер застрягли на площині духів, Лео виявляє, що досі кохає її, вона кохаються, і Пайпер вагітніє їхньою другою дитиною, якою виявляється Кріс.
Коли Лео нарешті з'ясовує, що Пайпер знову вагітна і Кріс їхній син, він вирішує, що його місце поряд із родиною. Намагаючись поглинути ситуацію, Лео витрачає час на наближення до Пайпер у прийдешньому народженні їхнього сина та майбутньому їхніх стосунків. Поки Пайпер визнає, що вона думала про те, щоб вони знову стали сім'єю, вона не намагалася це зробити, оскільки деякі речі не змінилися — Лео досі був Старійшиною.
Коли Лео дізнається, що його наставник Гідеон полював на Ваєтта і що Гідеон убив Кріса, Лео помстився за сина, вбивши Гідеона, використавши свої сили Старійшини. Він повернувся на бік своєї родини, можливо, для добра.
Лео полював на Барбаса, оскільки той об'єднувався з Гідеоном у пошуках Ваєтта в підземному світі, та через підозри його та Чародійок, що Гідеон міг бути не єдиним Старійшиною, котрий відчував, що Ваєтт міг стати злим. Барбас ошукав Лео в убивстві Старійшини Золи, котра одного разу намагалася допомогти Лео.
Лео не довіряли ні Світлоносці, ні Старійшини, проте, він повернувся до свого статусу для підготовки до «Прийдешньої бурі». На жаль, він і Пайпер планували його повернення з ними, але він відчував, що був надто небезпечний.

## Життя як Аватар
Лео стали ввижатися примарні голови, що виявилися головним Аватаром, який намагався завербувати Лео та додати його силу до колективної. В епізоді 7x07 Someone to Witch Over Me Лео нарешті стає аватаром після вбивства Пайпер і Фібі, а головний аватар каже йому, що як аватар він може врятувати їх, що він і робить за допомогою нових сил.
Лео потім приєднався до Аватарів й отримав іще більші сили. Після повідомлення сестер Галлівел про свій новий статус. Лео став мішенню агента Кайла Броді. Проте, Лео невдовзі дізнався, що світ, який Аватари прагнуть зробити, не той, на який він сподівався. Щоб переконати сестер, Лео жертвує собою, розізлившись і цим змусивши Аватарів здолати його (як Аватари чинили з усіма, хто мав негативні почуття), але, померши, він передав Фібі повідомлення, яка пам'ятала, а потім узяв його на себе, аби переконатися, що її сестри відчують біль і побачать, що те, що робили Аватари, було хибним. Сестри працювали з Занку, щоб змусити Аватарів повернути світ так, аби він більше не був утопічною спільнотою. Час повернувся назад до миті перед тим, як Аватари змінили світ, і Лео був відновлений, хоча він більше не мав сил Аватара.
Тепер Старійшини залишилися з питанням, як покарати Лео за те, що став Аватаром. Вони нарешті вирішили повернути його на Землю та стерти пам'ять. Вони сказали, що Лео якось знайде шлях назад й обере між возз'єднанням із родиною чи становленням Старійшиною назавжди. Проте, Старійшини схитрували на цьому випробуванні та змусили Лео приєднатися до них. Але коли Фібі та Пейдж зіткнулися зі Старійшинами за це, Лео прийшов із ними. У цей час помираюча Пайпер (вона була отруєна Шипним демоном, англ. Thorn Demon) покликала Лео, спонукувана Коулом Тернером. Лео почув її й обрав «згрішити». Цим Лео віддав свої сили та статус Старійшини і став смертною людиною, але повернув свою пам'ять. Лео потім повернувся додому до Пайпер і своїх двох синів. Пайпер була зцілена від поранення Ваєттом з допомогою Дрейка. Наступного ранку Лео зізнається Пайпер, що він насправді щасливий утратити сили.

## Життя як людина
Лео та Пайпер мали важкий час, пристосовуючи Лео як безсилу людину. Після деяких проблем із Занку Пайпер і Фібі вирішили попросити Лео стати новим директором Школи Магії замість Пейдж, котра хотіла спробувати дещо нове. Вони вважали, що Лео ідеальний на цю посаду, оскільки він «ходяча Книга Темряви»: він утратив свої сили, але не пізнання в магії. Пейдж сфериться геть, коли Лео погоджується.
Лео «помер» із сестрами Галлівел, узявши ім'я Луїса Беннетт, але невдовзі повернувся до колишнього життя й імені..
Лео та Пайпер пішли до магічного шлюбного радника, але все пішло не так, як вони сподівалися. Їхній радник зажадав побачити, якими були їхні життя, щоб вони зблизилися один з одним. Задля цього шлюбний радник обміняв їх тілами, щоб вони пройшли милю у взутті один одного.

## Кінець серіалу та майбутнє
В останньому сезоні серіалу Лео був мішенню Ангела Смерті. Сестри шукали ключ скасування його послідовності смертей. Пайпер прикликала і Старійшину, й Аватара, щоб дати Лео нове право на життя, але їм обом було заборонено так робити. У свою чергу сестри прикликали Ангела Долі, котра попередила їх про пришестя великої злої сили, і те, що смерть Лео мала бути єдиною мотивацією дати сестрам волю перемогти велике зло, так само, як смерть їхньої сестри Прю мотивувала їх здолати Джерело. Тоді Пайпер попросила в Ангела Долі компроміс, наполягаючи, що якщо вони битимуться натомість за життя Лео, це буде сильнішою мотивацією здолати прийдешнє велике зло. Тому вирішили, що Лео буде заморожений у стазисі, і повернеться лише в разі перемоги над цим великим злом. Лише тоді вони врятують його життя та повернуть його Пайпер.
Після знищення маєтку та смерті Фібі, Пейдж і Крісті Дженкінс, Лео повернувся, як і обіцяв Ангел Долі. Якби він не втрутився, Пайпер могла б убити Біллі Дженкінс, помстившись за смерть її сестер. Зі знищенням маєтку Лео та Пайпер покинули район.
Пайпер і Лео вирушили назад у минуле у сподіваннях виправити теперішнє та зберегти майбутнє, в якому Фібі та Пейдж живі. Після деяких змін у минулому вони здатні виправити час, і Фібі та Пейдж змогли вижити в майбутньому. То ж Лео повернувся до Пайпер, а Куп і Фібі одружилися. В самому кінці епізоду показано, як вони починають сім'ю.
У новому майбутньому Пайпер і Лео мають іншу дитину, дочку на ім'я Прюденс Мелінда, а Лео повертається до Школи Магії як учитель. Наприкінці фіналу вони закінчують Книгу Темряви, написавши про їхні життя, щоб усі їхні майбутні покоління були готові продовжити боротьбу з демонами, чаклунами та іншими формами зла. Останній кадр показує Лео та Пайпер, літніх і дуже закоханих, які підіймаються сходами повз картини всієї їхньої родини на шляху до їхньої спальні, де вони лягають — усе ще обіймаються і посміхаються, задоволені своїм життям.